# 陳德騄
陳德騄（？—？），字房甫，號樵陽，湖廣德安府應城縣人，官籍，明朝政治人物。

## 生平
嘉靖二十二年（1543年）癸卯科湖廣鄉試第二十一名舉人，三十二年（1553年）中式癸丑科會試第三十五名，三甲第二百五十六名進士。刑部觀政，授南直隸建平縣知縣，升大名府同知。

## 家族
曾祖陳璣；祖父陳鍊，通判；父陳善士，母楊氏；繼母趙氏。兄陳德驥（生員），弟陳德駿（貢士）、陳德騤、陳德驤、陳德騫（生員）、陳德駕。